# Battaglia di Kellola
La battaglia di Kellola fu un episodio della rivoluzione haitiana.

## La battaglia
Le truppe ribelli del 9º reggimento granatieri comandate dal generale Jacques Maurepas occuparono la città di Port-de-Paix. Il reggimento, forte di 2000 uomini, era stato rinforzato da 5000 coltivatori insorti ed armati.
All'inizio del mese, il generale Jean Humbert sbarcò con 1200 uomini in città, ma venne respinto da soli 400 oppositori. Dopo la sconfitta di Toussaint Louverture nella battaglia di Ravine à Couleuvres il reggimento di Meurapas si trovò isolato.
Leclerc iniziò ad inviare dei rinforzi a Humbert con altri 1500 uomini via mare, al comando del generale Debelle, più le truppe di Edme Desfourneaux (1500 uomini) che giunsero dal Gros Morne.
Accerchiati e dispersi, gli uomini di Toussaint e Maurepas si arresero il 25 febbraio.